# Villarrín del Páramo
Villarrín del Páramo es una localidad española de la provincia de León, en la comunidad autónoma de Castilla y León. Se encuentra en el Páramo Leonés y pertenece al municipio de Urdiales del Páramo. 

## Cultura

### Festividades y eventos
8 de mayo y 29 de septiembre . San Miguel
- Datos: Q6162936